# Åsens sågverk
Åsens sågverk (Åsens sågverksanläggning) var ett vattensågverk i byn Åsen i dalgången mellan Vättaberget i norr och Middagsberget i söder, ett par kilometer väster om Liden i Sundsvalls kommun. Sågen uppfördes 1905 av bönderna i byarna Kväcklinge, Unåsen och Åsen och drevs av vattnet från Kvarnån, som har sitt utlopp i Indalsälven en kilometer västerut. 1936 lades sågverket ned.